# Géographie du cœur malchanceux
Pour plus de détails, voir Fiche technique et Distribution.
Géographie du cœur malchanceux (Geography of the Heart) est un film américano-britannique réalisé par Alexandra Billington et David Allain sorti 2016.

## Fiche technique
- Titre original : Geography of the Heart
- Titre français : Géographie du cœur malchanceux
- Réalisation : David Allain et Alexandra Billington
- Scénario : Alexandra Billington
- Musique :
  - Jorg Remy (segment Berlin)
- Décors : Felicity Good (segment Berlin)
- Costumes : Amelia Gebler
- Maquillage : Barbara Winkler (makeup artist : segment Berlin)
- Photographie :
  - Trevor Forrest (segment Londres)
  - Mateusz Skalski (segment Berlin)
- Montage :
  - Cyril Nakache (segment Londres )
  - Christof Schilling (segment Berlin)
- Production : Phil Gates, Lesley Matali, Peter Ogunsalu (Londres), Omar Asmar (Berlin)
  - Production exécutive : Alexandra Billington
  - Production associée : Lauren Dark (Londres)
- Sociétés de production : Barefoot Films, Bathsheba Film, Didza Productions, Swipe Films (London)
- Pays de production :  États-Unis /  Royaume-Uni
- Langue originale : anglais, français, allemand, espagnol
- Format : couleur – 35 mm
- Genre : drame
- Durée : 30 minutes
- Dates de sortie :
  - Royaume-Uni : 1er septembre 2016

## Distribution

### SegmentLondres "Sweet"
- Bonnie Wright : Mia
- Douglas Booth : Sean
- Matthew McNulty : Jamie
- Daisy Lowe : Zan

### SegmentParis
- Sylvie Testud : Sophie
- Alysson Paradis : femme dans l'hôtel
- Nicolas Giraud : Louis
- Nicolas Cazalé : Manu
- Daniel Duval : Arthur
- Lesley Matt : Violaine

### SegmentNew York
- Elena Anaya : Angela
- Jordi Mollà : Rafael

### SegmentBerlin
- Heike Makatsch : Rachel
- Jana Pallaske : Anna
- Clemens Schick : Felix
- Hans-Michael Rehberg : Hans
- Beat Marti : Agent
- Jasper Jones : Barman
- Martin Moeller : un ami de la party
- Barbara Focke : la mère de Felix
- Andra Kokott : Eva
- Hardy Schulz : le petit ami d'Eva